# Костобрани
Костобрани су дио спортске опреме и постављају се на гољеничну кост да би заштитили спортисту од повреде која може настати при контакту са спортским реквизитом, дијелом опреме или другим играчем. Користе се у спортовима као што су: фудбал, хокеј на трави, хокеј на леду, лакрос, рагби, бејзбол и крикет, али и при планинарењу и при борбама у кик-боксу и ММА. У неким спортовима ношење костобрана је обавезно према правилима, док у другим играчи сами бирају да ли ће их користити.

## Историја
Кориштење костобрана је инспирисано кориштењем штитника за поткољенице које су војници носили још од времена старе Грчке и Рима. Тада су кориштени најчешће штитници од бронзе или неког другог метала. Библијски запис наводи да је Голијат такође носио сличне штитнике.
У средњем вијеку штитници су покривали читав дио од стопала до кољена и са предње и са задње стране. Били су направљени од тканине, коже или гвожђа.
У 19. вијеку костобрани почињу да се користе и на спортским борилиштима.
Први спорт у коме су се почели користити костобрани био је крикет. Костобрани су уведени не као заштита од ударца противника, већ као дио опреме који ће заштити ударача од удара лопте. Ударач који је носио костобране могао је да боље покрије вратнице без страха од повреде. Бацачи су након тога почели да бацају брже и јаче лопте више према ударачима, а не према вратницама што је касније забрањено правилом које је дефинисало да судија може да поништи бацање које не би погодило вратнице ако не би било ударача. Касније су и играчи на осталим позицијама почели да користе костобране.
Костобране је у фудбалу први почео користити 1874. године Сем Велер Видоусон који је истовремено са фудбалом играо и крикет. Кожне костобране је ставио у штуцне да би спријечио повреде од удараца у поткољеницу. У почетку су му се други играчи смијали, али су касније костобрани постајали све популарнији па су данас дио обавезне фудбалске опреме према правилима. Фудбалер мора носити костобране на терену па чак и при загријавању за улазак у терен. Правилима су дефинисани и материјали од којих костобрани могу бити направљени. Тако су забрањени материјали који пружају пренизак ниво заштите, нпр. картонски костобрани, али и они који могу повриједити друге фудбалере, нпр. метални костобрани. Користе се костобрани који поред поткољенице штите и чланак и Ахилову тетиву и они без те додатне заштите.
У бејзболу је костобране први почео да користи хватач Њујорк џајантса Роџер Брешанан 1907. године. Били су направљено од коже и каишевима везани за ногу.

## Материјали
Костобрани се данас праве од различитих синтетичких материјала, а избор материјала зависи од нивоа такмичења у ком се употребљава, од спорта у коме се употребаљава као и позиције спортисте на терену, када се ради о тимским спортовима. Тако фудбалском голману најчешће није потребан висок ниво заштите и треба да буде што лакши и спремнији на интервенцију па ће изабрати лагани материјал за костобране, док хокејашком голману треба висок ниво заштите због сталних удараца гдје пак огромном брзином иде према њему. Одбрамбеним и везним фудбалерима такође је потребан висок ниво заштите, док нападачи и поред потребе за заштитом бирају лакше костобране да би били што лакши и бржи.
Најчешћи материјали који се користе су:
- фиберглас - крут, чврст, али лаган материјал
- спужва - веома лаган материјал, али не толико чврст и крут као фиберглас
- полиуретан - тежак, чврст и крут материјал који пружа скоро потпуну заштиту од свих удараца
- пластика - пружа најмању заштиту
- метал - најчвршћи, али тежак и неудобан материја који је и забрањен у већини контактних спортова